# Eumannia codetaria
Eumannia codetaria là một loài bướm đêm trong họ Geometridae.